# Jamie Blanks
Pour les articles homonymes, voir Blanks.
Jamie Blanks est un réalisateur et compositeur australien.

## Filmographie
Comme réalisateur
- 1998 : Urban Legend
- 2000 : Mortelle Saint-Valentin
- 2007 : Storm Warning ou Insane
- 2009 : Long Weekend
- 2010 : Needle